# Gerard van Heemstede
Gerard van Heemstede (1320 - 1375) was heer van Heemstede, Bennebroek, Berkelrode, De Lier, Teylingen en raadslid, houtvester, schat & zegelbewaarder van de graaf van Holland & Zeeland.

## Levensloop
Hij was een zoon van Reinoud II van Heemstede en Beatrise. Hij werd op 6 september 1346 officieel beleend met Heemstede door Keizerin Margaretha. In 1347 sticht Gerard een kapel in Heemstede ter herinnering aan graaf Willem IV van Holland, die bij Warns was gesneuveld. Hij is hetzelfde jaar 1347 baljuw van Medemblik. Na de Oorlog van 1350-1352 moest hij vluchten met mede Hoekse edelen. Hij verblijft tot 1355 in het Sticht Utrecht waar hij deels mogelijk op het Ridderhofstad Heemstede verblijft. Hij bouwt in die jaren een schuld op van 100 schilden aan bisschop Jan van Arkel. In 1357 is hij weer in de omgeving van graaf Willem V van Holland en zou hij deze graaf hebben zien aftakelen tot "krankzinnige".
Vanaf 1358 is Albrecht van Beieren, graaf van Holland & Zeeland, deze geeft Gerard de functie van "Houtvester" en hij is deels belast met het beleg van Delft in 1359 als inrichter van het belegeringskamp en militair materieel. Hij is tussen 1363-63 baljuw ban Amstelland en Waterland. Hij is vanaf 1364 heer van Bleiswijk en Bokelsdijk, deze laatste ambacht geeft hij enkele jaren later terug aan de heer van Weena. Van Heemstede stamde af van het vroege riddergeslacht "Van Holy" uit de omgeving Vlaardingen

## Huwelijk & kinderen
Hij trouwt in 1346 in de kerk van Heemstede met Maria van Polanen, dochter van Jan I van Polanen. Maria was in 1345 weduwe geworden van Jan I van Montfoort. Dit huwelijk had echter wel dispensatie nodig van de Paus, omdat Gerards moeder Beatrise verwant zou zijn aan Maria. Ze kregen de volgende kinderen:
- Johanna (1350-1400), huwde Gijsbert van IJsselstein, heer van den Bos
- Gerrit van Heemstede (1352-?), jong overleden
- Clara (1354-??), huwde Gerard van Dever, heer van Lisse
- Jan van Heemstede (1360-1416), opvolger
- Machteld (overl 1406), huwde Dirk van Hodenpijl